# Bortigali
Bortigali (sardinski: Bortigàle) je grad i općina (comune) u pokrajini Nuoru u regiji Sardiniji, Italija. Nalazi se na nadmorskoj visini od 510 metara i ima 1 341 stanovnika.
 Prostire se na 67,33 km². Gustoća naseljenosti je 20 st/km².
Susjedne općine su: Birori, Bolotana, Dualchi, Macomer i Silanus.